# شارب القط الأملد
شارب القط الأملد (الاسم العلمي:Orthosiphon sarmentosus) هو نوع من النباتات يتبع جنس شارب القط من الفصيلة الشفوية.